# Saint-Sauveur-de-Ginestoux
Saint-Sauveur-de-Ginestoux – miejscowość i gmina we Francji, w regionie Oksytania, w departamencie Lozère.
Według danych na rok 1990 gminę zamieszkiwało 81 osób, a gęstość zaludnienia wynosiła 4 osoby/km² (wśród 1545 gmin Langwedocji-Roussillon Saint-Sauveur-de-Ginestoux plasuje się na 820. miejscu pod względem liczby ludności, natomiast pod względem powierzchni na miejscu 374.).